# لاك فوريست (كاليفورنيا)
لاك فوريست (بالإنجليزية: Lake Forest)‏ هي إحدى مدن مقاطعة أورانج، كاليفورنيا. تم إعطاءها لقب مدينة في 20 ديسمبر، 1991.

## التركيبة السكانية
حدّد مكتب تعداد الولايات المتحدة بيانات التركيبة السكانية للاك فوريست في تعداد الولايات المتحدة. في ما يلي، التركيبة السكانية حسب تعدادي 2000 و2010.

### تعداد عام 2000
بلغ عدد سكان لاك فوريست 58,707 نسمة بحسب تعداد عام 2000، وبلغ عدد الأسر 20,008 أسرة وعدد العائلات 14,741 عائلة مقيمة في المدينة. في حين سجلت الكثافة السكانية 1,349.9 نسمة لكل كيلومتر مربع (3,496.2/ميل2). وبلغ عدد الوحدات السكنية 20,486 وحدة بمتوسط كثافة قدره 471.1 لكل كيلومتر مربع (1,220.1/ميل2).
وتوزع التركيب العرقي للمدينة بنسبة 76.02% من البيض و1.83% من الأمريكيين الأفارقة و0.50% من الأمريكيين الأصليين و9.70% من الأمريكيين ذوي الأصول الآسيوية و0.20% من سكان جزر المحيط الهادئ و7.51% من الأعراق الأخرى و4.24% من عرقين مختلطين أو أكثر و18.59% من الهسبانيون أو اللاتينيون من أي عرق.
بلغ عدد الأسر 20,008 أسرة كانت نسبة 41.9% منها لديها أطفال تحت سن الثامنة عشر تعيش معهم، وبلغت نسبة الأزواج القاطنين مع بعضهم البعض 59.1% من أصل المجموع الكلي للأسر، ونسبة 10.3% من الأسر كان لديها معيلات من الإناث دون وجود شريك، بينما كانت نسبة 4.3% من الأسر لديها معيلون من الذكور دون وجود شريكة وكانت نسبة 26.3% من غير العائلات. تألفت نسبة 19.4% من أصل جميع الأسر من عدة أفراد يعيشون في نفس المنزل ونسبة 5.1% كانت تتألف من شخص يعيش بمفرده يبلغ من العمر 65 عاماً أو أكثر. وبلغ متوسط حجم الأسرة المعيشية 2.89، أما متوسط حجم العائلات فبلغ 3.31.
بلغ العمر الوسطي للسكان 35.1 عاماً. وكانت نسبة 26.9% من القاطنين تحت سن الثامنة عشر، وكانت نسبة 7.9% بين الثامنة عشر والرابعة والعشرين عاماً، ونسبة 33.2% كانت واقعةً في الفئة العمرية ما بين الخامسة والعشرين والرابعة والأربعين عاماً، ونسبة 23.1% كانت ما بين الخامسة والأربعين والرابعة والستين، ونسبة 7.5% كانت ضمن فئة الخامسة والستين عاماً فما فوق. يوجد لكل 100 أنثى 97.8 ذكر، ويوجد لكل 100 أنثى في الثامنة عشر من عمرها فما فوق 95.1 ذكر.
بلغ متوسط دخل الأسرة في المدينة 67,967 دولارًا، أما متوسط دخل العائلة فبلغ 75,121 دولارًا. وكان متوسط دخل الذكور 52,019 دولارًا مقابل 37,100 دولارًا للإناث. وسجل دخل الفرد الخاص بالمدينة 28,583 دولارًا. وكانت نسبة 3.2% من العائلات ونسبة 5.3% من السكان تحت خط الفقر، وكان من هؤلاء نسبة 5.5% تحت سن الثامنة عشر ونسبة 4.4% في الخامسة والستين من العمر وما فوق.

### تعداد عام 2010
بلغ عدد سكان لاك فوريست 77,264 نسمة بحسب تعداد عام 2010، وبلغ عدد الأسر 26,224 أسرة وعدد العائلات 19,612 عائلة مقيمة في المدينة. في حين سجلت الكثافة السكانية 1,776.6 نسمة لكل كيلومتر مربع (4,601.4/ميل2). وبلغ عدد الوحدات السكنية 27,088 وحدة بمتوسط كثافة قدره 622.9 لكل كيلومتر مربع (1,613.3/ميل2).
وتوزع التركيب العرقي للمدينة بنسبة 70.33% من البيض و1.68% من الأمريكيين الأفارقة و0.50% من الأمريكيين الأصليين و13.09% من الأمريكيين ذوي الأصول الآسيوية و0.25% من سكان جزر المحيط الهادئ و9.41% من الأعراق الأخرى و4.75% من عرقين مختلطين أو أكثر و24.62% من الهسبانيون أو اللاتينيون من أي عرق.
بلغ عدد الأسر 26,224 أسرة كانت نسبة 39.7% منها لديها أطفال تحت سن الثامنة عشر تعيش معهم، وبلغت نسبة الأزواج القاطنين مع بعضهم البعض 59.5% من أصل المجموع الكلي للأسر، ونسبة 10.3% من الأسر كان لديها معيلات من الإناث دون وجود شريك، بينما كانت نسبة 5% من الأسر لديها معيلون من الذكور دون وجود شريكة وكانت نسبة 25.2% من غير العائلات. تألفت نسبة 18.6% من أصل جميع الأسر من عدة أفراد يعيشون في نفس المنزل ونسبة 5.5% كانت تتألف من شخص يعيش بمفرده يبلغ من العمر 65 عاماً أو أكثر. وبلغ متوسط حجم الأسرة المعيشية 2.93، أما متوسط حجم العائلات فبلغ 3.30.
بلغ العمر الوسطي للسكان 37.2 عاماً. وكانت نسبة 24.7% من القاطنين تحت سن الثامنة عشر، وكانت نسبة 8.8% بين الثامنة عشر والرابعة والعشرين عاماً، ونسبة 28.6% كانت واقعةً في الفئة العمرية ما بين الخامسة والعشرين والرابعة والأربعين عاماً، ونسبة 28.7% كانت ما بين الخامسة والأربعين والرابعة والستين، ونسبة 9.2% كانت ضمن فئة الخامسة والستين عاماً فما فوق. وتوزع التركيب الجنسي للسكان بنسبة 49.7% ذكور و50.3% إناث.

## أعلام
- مات ميرفي
- ريان لاش
- ريد كارولين
- براين كروس
- ريتشارد س. كورير
- كريستين وودز
- نيكول براون سيمبسون
- ويليام هانا

## الموقع الجغرافي
الموقع الجغرافي للمناطق المحيطة بهذه النقطة هو كالتالي: